# Papillon (película de 2017)
Papillon es una película estadounidense dramática y biográfica de 2017 dirigida por Michael Noer. Cuenta la historia real del convicto francés Henri Charrière (Charlie Hunnam), apodado «Papillon», quien fue aprisionado injustamente en 1933 y escapó en 1941 con la ayuda de otro convicto, el falsificador Louis Dega (Rami Malek). El guion de la película está basado en las autobiografías de Charrière Papillon y Banco, así como la anterior adaptación de 1973, que fue escrita por Dalton Trumbo y Lorenzo Semple, Jr. y protagonizada por Steve McQueen y Dustin Hoffman.
Papillon tuvo su estreno mundial el 9 de septiembre de 2017 en la sección de Presentaciones Especiales en el Festival Internacional de Cine de Toronto de 2017. La película se estrenó en Estados Unidos el 24 de agosto de 2018, distribuida por Bleecker Street.

## Reparto
- Charlie Hunnam como Henri "Papillon" Charrière.
- Rami Malek como Louis Dega.
- Roland Møller como Celier.
- Tommy Flanagan como Masked Breton.
- Luka Peroš como Santin.
- Eve Hewson como Nenette.
- Michael Socha como Julot.
- Ian Beattie como Toussaint.
- Yorick van Wageningen como Guardia Barrot.
- Nikola Kent como Jefe de Guardias Brioulet.
- Petar Cirica como Abda.

## Producción
Papillon se rodó en diferentes localizaciones en Europa, incluyendo Montenegro, Malta y, principalmente, Belgrado, capital de Serbia.

## Estreno
Papillon se estrenó en Estados Unidos el 24 de agosto de 2018, distribuida por Bleecker Street.

## Recepción
Papillon ha recibido reseñas mixtas de parte de la crítica y positivas de la audiencia. En el sitio web especializado Rotten Tomatoes, la película posee una aprobación de 52%, basada en 111 reseñas, con una calificación de 5.8/10, mientras que de parte de la audiencia tiene una aprobación de 66%, basada en más de 1000 votos, con una calificación de 3.6/5.
El sitio web Metacritic le ha dado a la película una puntuación de 51 de 100, basada en 31 reseñas, indicando «reseñas mixtas». En el sitio IMDb los usuarios le han dado a la cinta una calificación de 7.2/10, sobre la base de 76 432 votos. En la página Filmaffinity tiene una calificación de 6.2/10, basada en 3298 votos.